# Гоксі (Канзас)
Гоксі (англ. Hoxie) — місто (англ. city) в США, в окрузі Шерідан штату Канзас. Населення — 1211 особа (2020).

## Географія
Гоксі розташоване за координатами 39°21′21″ пн. ш. 100°26′23″ зх. д. / 39.35583° пн. ш. 100.43972° зх. д. (39.355774, -100.439735).  За даними Бюро перепису населення США в 2010 році місто мало площу 2,19 км², уся площа — суходіл.

## Демографія
Згідно з переписом 2010 року, у місті мешкала 1201 особа в 546 домогосподарствах у складі 341 родини. Густота населення становила 549 осіб/км².  Було 605 помешкань (277/км²).
Расовий склад населення:
| - 96,5 % — білих - 0,3 % — азіатів - 0,1 % — корінних американців - 1,4 % — осіб інших рас |

До двох чи більше рас належало 1,7 %. Частка іспаномовних становила 3,6 % від усіх жителів.
За віковим діапазоном населення розподілялося таким чином: 21,4 % — особи молодші 18 років, 51,5 % — особи у віці 18—64 років, 27,1 % — особи у віці 65 років та старші. Медіана віку мешканця становила 48,9 року. На 100 осіб жіночої статі у місті припадало 93,7 чоловіків;  на 100 жінок у віці від 18 років та старших — 89,9 чоловіків також старших 18 років.
Середній дохід на одне домашнє господарство  становив 60 493 долари США (медіана — 50 096), а середній дохід на одну сім'ю — 72 496 доларів (медіана — 64 464). Медіана доходів становила 44 712 долари для чоловіків та 30 417 доларів для жінок. За межею бідності перебувало 5,9 % осіб, у тому числі 11,5 % дітей у віці до 18 років та 4,6 % осіб у віці 65 років та старших.
Цивільне працевлаштоване населення становило 637 осіб. Основні галузі зайнятості: сільське господарство, лісництво, риболовля — 19,0 %, освіта, охорона здоров'я та соціальна допомога — 18,5 %, роздрібна торгівля — 16,2 %.